# Barrabas
Barrabas är Roffe Ruffs andra fullängdsalbum. Det gavs ut den 28 maj 2011.

## Låtlista
1. Prolog
2. Anticimex
3. Barrabas
4. Ge Mig Ett Skäl
5. L.I.M.B.O.
6. Jag Är Din
7. Monster
8. Så Är Det (Idiologi)
9. Fröken Anderberg
10. En Trappa Ner
11. Farväl